# Hải Nguyên
Hải Nguyên (chữ Hán giản thể: 海原县, âm Hán Việt: Hải Nguyên huyện) là một huyện thuộc địa cấp thị Trung Vệ (địa cấp thị), tỉnh Khu tự trị dân tộc Hồi Ninh Hạ, Cộng hòa Nhân dân Trung Hoa. Huyện này có diện tích 6897 ki-lô-mét vuông, dân số năm 1999 là 370.734 người. Mã số bưu chính là 755200. Huyện lỵ đóng ở trấn Hải Thành. Năm 1920, ở đây đã xảy ra trận động đất lớn với số thương vong lên đến 120.000 người.

## Hành chính
Huyện Hải Nguyên được chia thành 17 đơn vị hành chính cấp hương, gồm 5 trấn và 12 hương. Ngoài ra còn có 4 đơn vị ngang cấp hương khác.
- Trấn: Hải Thành (海城镇), Lý Vượng (李旺镇), Tây An (西安镇), Tam Hà (三河镇), Thất Doanh (七营镇)
- Hương: Sử Điếm (史店乡), Thụ Đài (树台乡), Quan Kiều (关桥乡), Cao Nhai (高崖乡), Trịnh Kỳ (郑旗乡), Giả Đường (贾塘乡), Tào Oa (曹洼乡), Cửu Thái (九彩乡), Lý Tuấn (李俊乡), Hồng Dương (红羊乡), Quan Trang (关庄乡), Cam Thành (甘城乡)

Đơn vị ngang cấp hương khác
- Khu chăn nuôi dê giống (种羊场)
- Khu quản lý bảo hộ tự nhiên Nam Hoa Sơn (南华山自然保护区管理处)
- Khu quản lý công sở Lão Thành (老城管理办公室)
- Khu khai phát Hải Hưng (海兴开发区)